# Championnat de Belgique féminin de handball de deuxième division
 (septembre 2012).
Si vous disposez d'ouvrages ou d'articles de référence ou si vous connaissez des sites web de qualité traitant du thème abordé ici, merci de compléter l'article en donnant les références utiles à sa vérifiabilité et en les liant à la section « Notes et références ».
Le championnat de Belgique féminin de handball de deuxième division est une compétition de handball créée en 1980 par l'Union royale belge de handball, et organisée par cette même fédération. Ce championnat annuel compte 10 équipes et se déroule sur le territoire du Royaume de Belgique. Cette division est le deuxième niveau de hiérarchie du handball belge, la division supérieure étant la Première Division Nationale et la division inférieure étant la Liga en communauté flamande et la D1 LFH en communauté française ainsi qu'en communauté germanophone.

## Histoire
En 1980, le championnat de Belgique, après avoir eu des difficultés à se développer, est enfin bel et bien lancé. L'Union royale belge de handball crée donc une deuxième division, la deuxième division nationale, qui est appelée division 1 jusqu'en 2009.
Elle est dominée par les Limbourgeois tels que le HC Pentagoon Kortessem, le HV Arena, ou encore le HB Saint-Trond qui ont été relégués de nombreuses fois dans cette division et qui ont donc l'avantage d'avoir de l'expérience pour la regagner. Cependant, actuellement[Quand ?] le club champion qui a fait le plus d'aller-retour entre la D1 et la D2 est le club Brabançon du Fémina Ottignies HC-UCL. En outre cette division fut donc surtout remportée par les limbourgeois et par les brabançons, soit les plus habitués à la Première Division Nationale. Par contre les moins habitués, et donc les moins titrés, sont les Bruxellois et les Anversois, tous deux 2 fois champions et les flandriens occidentaux, quant à eux, 1 fois champion. Ceci prouve que la culture du handball allemand a plus influencé l'est de la Belgique que la culture du handball français a influencé l'ouest de la Belgique à quelques exceptions près.

## Organisation du championnat
La saison régulière est disputée par 10 équipes jouant chacune l'une contre l'autre à deux reprises selon le principe des phases aller et retour. Une victoire rapporte 2 points, une égalité 1 point, et donc une défaite 0 point. Après la saison régulière, les 4 équipes les mieux classées s'engagent dans les play-offs. Ceux-ci constituent en un nouveau championnat où les 4 équipes s'affrontent en phase aller-retour, lors duquel l'équipe classée première de la saison régulière part avec 4 points, le second, 3, le troisième, 2, le quatrième, 1. Ces quatre équipes s'affrontent dans le but de pouvoir terminer aux deux premières places et de disputer la finale, donc de passer en première division nationale. Pour ce qui est des 6 dernières équipes de la phase régulière, elles s'engagent quant à elles dans les play-downs. Il s'agit là aussi d'une compétition normale en phase aller-retour mais pour laquelle le premier de ces play-downs commence avec 6 points, le second, 5, le troisième, 4, le quatrième, 3, le cinquième, 2 et le sixième avec 1 point. Ces quatre équipes s'affrontent dans le but de ne pas finir aux trois dernières places. Les deux dernières équipes seront reléguées en D1 LFH Féminine si leur fédération est la LFH ou en Liga si leur fédération est la VHV et laisseront leur place pour l'équipe vainqueur de la Liga et à l'équipe vainqueur de la D1 LFH. L'antépénultième devra quant à elle laisser sa place au vainqueur du test match entre le deuxième de D1 LFH et le deuxième de Liga.

## Clubs
Les clubs pour la saison[Quand ?] sont :
| Club                   | Ville                   | Province                     | Salle                         |
| ---------------------- | ----------------------- | ---------------------------- | ----------------------------- |
| Fémina Visé 2          | Visé                    | Liège                        | Hall Omnisports de Visé       |
| Brussels HC            | Evere                   | Région de Bruxelles-Capitale | Salle François Guillaume      |
| HC Eynatten-Raeren     | Raeren                  | Liège                        | Sporzentrum d'Eynatten        |
| DHC Overpelt           | Overpelt                | Limbourg                     | Gemeentelijke Sporthal        |
| HC Leuven              | Louvain                 | Brabant wallon               | Sportschuur Wilsele           |
| ROC Flémalle           | Flémalle                | Liège                        | Salle Omnisports Andrée Cools |
| HC Bressoux            | Liège                   | Liège                        | Hall Omnisports de Bressoux   |
| HC Pentagoon Kortessem | Anvers                  | Anvers                       | Sted. Sporthall Borgloon      |
| HC Atomix              | Haacht-Keerbergen-Putte | Brabant flamand-Anvers       | Sporthal Den Dijk             |
| HC DB Gand             | Gand                    | Flandre-Orientale            | Sporthal Hekers               |

| Flémalle Bressoux Visé Bruxelles Overpelt Louvain Atomix Kortessem Gand Raeren |

## Palmarès
Le palmarès du championnat est :
| Édition    | Saison     | Champion                            |
| Division 1 | Division 1 | Division 1                          |
| ---------- | ---------- | ----------------------------------- |
| 1          | 1980/1981  | Palmarès inconnu                    |
| ...        |            | Palmarès inconnu                    |
| 4          | 1983/1984  | HB Saint-Trond                      |
| ...        |            |                                     |
| 8          | 1987/1988  | ?                                   |
| 9          | 1988/1989  | Fémina Ottignies HC-UCL             |
| 10         | 1989/1990  | Palmarès inconnu                    |
| ...        |            | Palmarès inconnu                    |
| 12         | 1991/1992  | Palmarès inconnu                    |
| 13         | 1992/1993  | HC Eynatten                         |
| 14         | 1993/1994  | Palmarès inconnu                    |
| ...        |            | Palmarès inconnu                    |
| 26         | 2005/2006  | Jeunesse Jemeppe Handball           |
| 27         | 2006/2007  | ?                                   |
| 28         | 2007/2008  | Achilles Bocholt                    |
| 29         | 2008/2009  | HC Atomix                           |
| Division 2 |            |                                     |
| 30         | 2009/2010  | HC Eynatten-Raeren                  |
| 31         | 2010/2011  | DHC Waasmunster                     |
| 32         | 2011/2012  | Apolloon Kortrijk                   |
| 33         | 2012/2013  | HV Uilenspiegel Wilrijk             |
| 34         | 2013/2014  | HC Eynatten-Raeren                  |
| 35         | 2014/2015  | HC Eynatten-Raeren                  |
| 36         | 2015/2016  | HC DB Gent                          |
| 37         | 2016/2017  | HC Rhino                            |
| 38         | 2017/2018  | DHC Overpelt                        |
| 39         | 2018/2019  | HV Uilenspiegel Wilrijk             |
| 40         | 2019/2020  | pas de champion (pandémie Covid-19) |
| 41         | 2020/2021  | pas de champion (pandémie Covid-19) |
| 42         | 2021/2022  | HC Sprimont                         |
| 43         | 2022-2023  | Union Beynoise Handball             |
| 44         | 2023-2024  | HC Atomix                           |
| 45         | 2024-2025  | Achilles Bocholt                    |
| 46         | 2025-2026  | ?                                   |

## Bilans
| Club                       | titres |
| -------------------------- | ------ |
| Fémina Ottignies HC-UCL    | 4      |
| HB Saint-Trond             | 2      |
| HC Atomix                  | 2      |
| HC Pentagoon Kortessem     | 2      |
| Jeunesse Jemeppe           | 2      |
| HV Arena                   | 2      |
| Brussels HC                | 2      |
| Achilles Bocholt           | 2      |
| Apolloon Kortrijk          | 1      |
| DHC Waasmunster            | 1      |
| HV Uilenspiegel Wilrijk    | 1      |
| HC Eynatten-Raeren         | 1      |
| United HC Tongeren         | 1      |
| HC Rhino                   | 1      |
| HC Kraainem                | 1      |
| DHT Middelkerke-Izegem     | 1      |
| VOO RHC Grâce-Hollogne/Ans | 1      |
| Heusden                    | 1      |
| DHC Overpelt               | 1      |
| Sporting Neerpelt-Lommel   | 1      |
| DHC Kiewit                 | 1      |
| HC Sprimont                | 1      |
| Union Beynoise Handball    | 1      |

| Province            | Titres |
| ------------------- | ------ |
| Limbourg            | 13     |
| Brabant flamand     | 7      |
| Liège               | 5      |
| Flandre-Occidentale | 2      |
| Bruxelles           | 2      |
| Anvers              | 2      |
| Flandre-Orientale   | 1      |

| Fédération                             | titres |
| -------------------------------------- | ------ |
| Association flamande de handball (VHV) | 25     |
| Ligue francophone de handball          | 7      |